# Claude Vivian Holbrook
Colonel Claude Vivian Holbrook CBE was een oud-militair die na de Eerste Wereldoorlog bestuursvoorzitter werd van de motorfietsafdeling van Triumph. Hij was eerst de drijvende kracht achter het begin van de autoproductie van Triumph en later ook achter de verkoop van de motorfietsafdeling aan Jack Sangster. 

Claude Vivian Holbrook (roepnamen zowel Claude als Vivian) werd in 1886 geboren in Portsmouth als zoon van Arthur Richard Holbrook, die bestuursvoorzitter van een krant en drukkerij was. Zijn moeder heette Amelia. 

## Militaire carrière
In 1911 trad hij in dienst van het Royal Army Service Corps. Hij woonde toen bij zijn ouders in Southsea. In augustus 1914 kreeg hij toestemming om Siegfried Bettmann, de oprichter/eigenaar van Triumph, te bellen en 50 motorfietsen van het 550cc-Triumph Model H te bestellen. Triumph had niet meer machines beschikbaar, waardoor ook een aantal tweetakten van het 225cc-Model LW gekocht werden. Ook andere Britse merken leverden motorfietsen aan het War Office, maar het was al snel duidelijk dat motorordonnansen een voorkeur voor het Model H hadden. Machines van andere merken gingen voornamelijk naar de Royal Navy, het Royal Flying Corps en het Machine Gun Corps en naar de geallieerde legers. Half augustus 1914 ontmoetten Holbrook en Bettmann elkaar op het War Office. Dat was het begin van een langjarige vriendschap. Eind 1917 volgde Holbrook Sir Cable Holden (voormalig directeur van BSA) op als hoofd van het War Office Mechanical Transport Department. Bettmann bleef het War Office bezoeken en de productie van de militaire Triumph-motorfietsen liep op tot 100 per week. 

## Triumph motorfietsen
Na de oorlog vertrok Holbrook uit het leger. Bettmann zocht hem op om hem te vragen zitting te nemen in de raad van bestuur van Triumph en directeur van de fabriek aan Priory Street in Coventry te worden. Daar werden de Triumph-motorfietsen gebouwd, terwijl de fietsproductie in de oude fabriek aan Much Park Street was gebleven. In november 1919 trad Holbrook in dienst van Triumph. Door zijn werk bij het War Office kende hij al veel industriëlen in Coventry. Bettmann vertelde hem de ontstaansgeschiedenis van Triumph. Holbrook werd de opvolger van Mauritz Johann Schulte. Schulte was de drijvende kracht achter de motorfietsproductie, terwijl Bettmann zich vooral bezighield met de fietsproductie. Charles Hathaway was de ontwerper van de motorfietsen, maar hij was in 1915 plotseling overleden. Schulte had op basis van het Model H, dat nog riemaandrijving had, het Model SD met kettingaandrijving gebouwd. Schulte had in 1919 onenigheid gekregen met Bettmann omdat hij de motorfietsen wilde vervangen door auto's en had het bedrijf verlaten. 
Triumph had nu het probleem dat het geen echte motorfietsconstructeur en -ontwerper meer in dienst had. Vlak na de oorlog werden militaire machines van het Model H teruggekocht, waar nodig opgeknapt en aan civiele klanten verkocht. Men had ook het Model SD, dat in 1920 op de markt kwam en samen met Harry Ricardo en Frank Halford werden de sportieve Triumph Ricardo's gebouwd. 
Na de aankoop van Dawson waren er ook weer constructeurs in dienst, zij het dat het autospecialisten waren. Dat werd geen onverdeeld succes. Het Model LS van auto-constructeur Frank Parnell was technisch zeer vooruitstrevend, maar de zitverhoudingen klopten niet en de later toegevoegde accu boven op de tank maakte een te breed stuur nodig en beïnvloedde het zwaartepunt zeer negatief. Daarna hield Arthur Sykes zich vaak bezig met de motorfietsontwerpen. Dat ging niet slecht, maar soms maakte hij kopieën van BSA-techniek die niet goed uitpakten. Met de techniek van de kopklepmotoren had Triumph het geluk dat coureur Victor Horsman zelf een cilinderkop maakte waar Triumph op kon voortborduren. Pas in 1932 kocht Holbrook hoofdconstructeur Valentine ("Val") Page weg bij concurrent Ariel. 

## Triumph auto's
De verkopen van de motorfietsen bleven na de oorlog laag en ook Holbrook bracht het idee om auto's te gaan maken weer op tafel. Men besloot de activa (gebouwen en machines) van de failliete Dawson Car Compay in Coventry over te nemen en in 1923 verscheen de Triumph 10/20 als eerste auto van Triumph. De verkoopaantallen waren echter matig en bovendien moest men royalty's betalen aan Lea Francis, dat de auto ontworpen had. De Triumph Super 7, die in 1927 verscheen, werd wel een succes. Rond 1930 besefte Holbrook dat Triumph niet kon concurreren met de grote automerken en hij besloot grotere, duurdere auto's te gaan maken zoals de Triumph Gloria en de Triumph Southern Cross. In 1937 werd Donald Healey experimental director van de Triumph-autofabriek. 

## Weg bij Triumph
In 1939 ging de Triumph Motor Company failliet, terwijl de Triumph Engineering Company al in 1936 was verkocht aan Jack Sangster, de eigenaar van Ariel. De Triumph Motor Company werd opgekocht door Thos W Ward, een voormalig scheepssloopbedrijf dat inmiddels handelde in staal en cement. De autoproductie werd voortgezet met Donald Healey als directeur.
Van 1931 tot 1967 was Sir Claude Vivian Holbrook Deputy Lieutenant van Warwickshire. In 1950 was hij directeur van de Raglan Property Co.
Hij overleed op 15 oktober 1979 op 93-jarige leeftijd.